# Error de ràcord
L'error de ràcord és un defecte de continuïtat cinematogràfica produït a la connexió entre dos plans. Aquest error evidencia el caràcter de construcció de la narració audiovisual trencant la il·lusió de muntatge transparent que el cinema clàssic de Hollywood sempre solia cercar. Això pot produir que l'espectador es confongui o es distregui de la història i comenci a pensar en la construcció de la història. No obstant això és pres com un recurs expressiu en diverses cinematografies. Es pot destacar, en aquest sentit, la teoria del muntatge d'atraccions de Serguei Eisenstein on el cineasta explora i potencia aquest recurs.

## Recurs
Si bé per a la narració audiovisual clàssica el fals ràcord és considerat un error, a partir de moviments de realitzadors a les dècades del 1950 i del 1960, com la Nouvelle Vague o el nou cinema argentí que van començar a discutir contra el formalisme del cinema clàssic, o cinematografies d'avantguarda com el cinema soviètic, el fals ràcord es comença a prendre com un recurs estètic, expressiu i narratiu.
De tipus de ràcords n'hi ha molts, per la qual cosa també són moltes les possibilitats de treballar amb el recurs del fals ràcord, i amb diferents finalitats. El més usats solen ser el fals ràcord de mirades o fals ràcord de moviment per generar tensió en una situació determinada. Es busca intencionalment trencar la continuïtat cinematogràfica dels plans encadenats per tal de generar una molèstia a l'espectador. Es produeixen salts d'eixos intencionals o errors en la continuïtat dels moviments dels personatges.
També se sol utilitzar el fals ràcord de posició de cambra o d'interpretació, per marcar un estat de percepció alterada d'algun personatge, per consum de drogues o per efecte de malalties mentals. Es tracta de generar una confusió espai temporal a l'espectador, perquè empatitzi amb el personatge, o s'involucri a un altre nivell en què aquest està sentint aquest.
La utilització a posta de falsos ràcord de vestuari, objectes, llum o so, sol ser utilitzat amb cerques humorístiques en comèdies o paròdies.
Un altre fals ràcord molt utilitzat és el jump cut, o tall sobre l'eix, que es produeix quan es trenca la regla dels 30º, i sol ser utilitzat per fer notar el pas del temps o accelerar una situació. Igualment, com tot recurs cinematogràfic, no té un ús o significat fix, tot depèn del context on es faci servir.
L‟objectiu d‟aquest recurs és utilitzar l‟error de continuïtat o salt que produeix la unió de dos plànols sense respectar les lleis de continuïtat amb fins expressius.

## Exemples de pel·lícules
A la famosa escena de la dutxa de Psicosi del 1960, dirigida per Alfred Hitchcock, a més d'un muntatge vertiginós que busca fer que l'espectador comenci a sentir-se incòmode, també es poden veure falsos ràcords que ajuden a això. En el moment que Marion s'ensabona sota la dutxa s'encadenen un pla mig curt, amb un primer pla, gairebé sense variació de posició de càmera. Això és una ruptura de la regla dels 30°. I després dun detall detall de la dutxa de perfil es produeix un salt d'eix, la càmera gira 180° per veure el personatge i la cortina de fons. I novament s'encadenen dos plans sense gran variació d'escala o posició, trencant novament la regla dels 30°. Si Alfred Hitchcock hagués volgut podria haver fet aquests passatges de plans de manera transparent, sense trencar la continuïtat cinematogràfica clàssica, fins i tot podria haver saltat l'eix inserint amb un pla neutre (la dutxa vista de front) com se solia fer a l'època. Intencionalment es va apel·lar al recurs dels falsos ràcords per incrementar la tensió d'un moment que per si sol no representa gaire angoixa (veure una persona dutxant-se).
La pel·lícula Upstream Color de 2013, està plena de falsos ràcords per incrementar el sentiment de desorientació dels personatges, que en haver ingerit un paràsit, dins d'una trama delictiva, van quedar inconscient per dies. I durant aquest temps van ser desposseïts de tots els seus béns sense entendre gens el que va passar. Els fals ràcords de mirades, de direcció, d'il·luminació, de vestuari, d'aquesta pel·lícula estan al servei que l'espectador tracti de reconstruir un relat audiovisual discontinu, de la mateixa manera que els protagonistes intenten reconstruir les vides.